# 3 Stawy
3 Stawy – jedno z pięciu największych (obok Silesia City Center, Galerii Katowickiej, CH Libero i CH „Dąbrówka”) centrów handlowo-usługowych w Katowicach, mieszczące się przy ul. K. Pułaskiego 60. Zostało otwarte 16 listopada 1999 roku. 

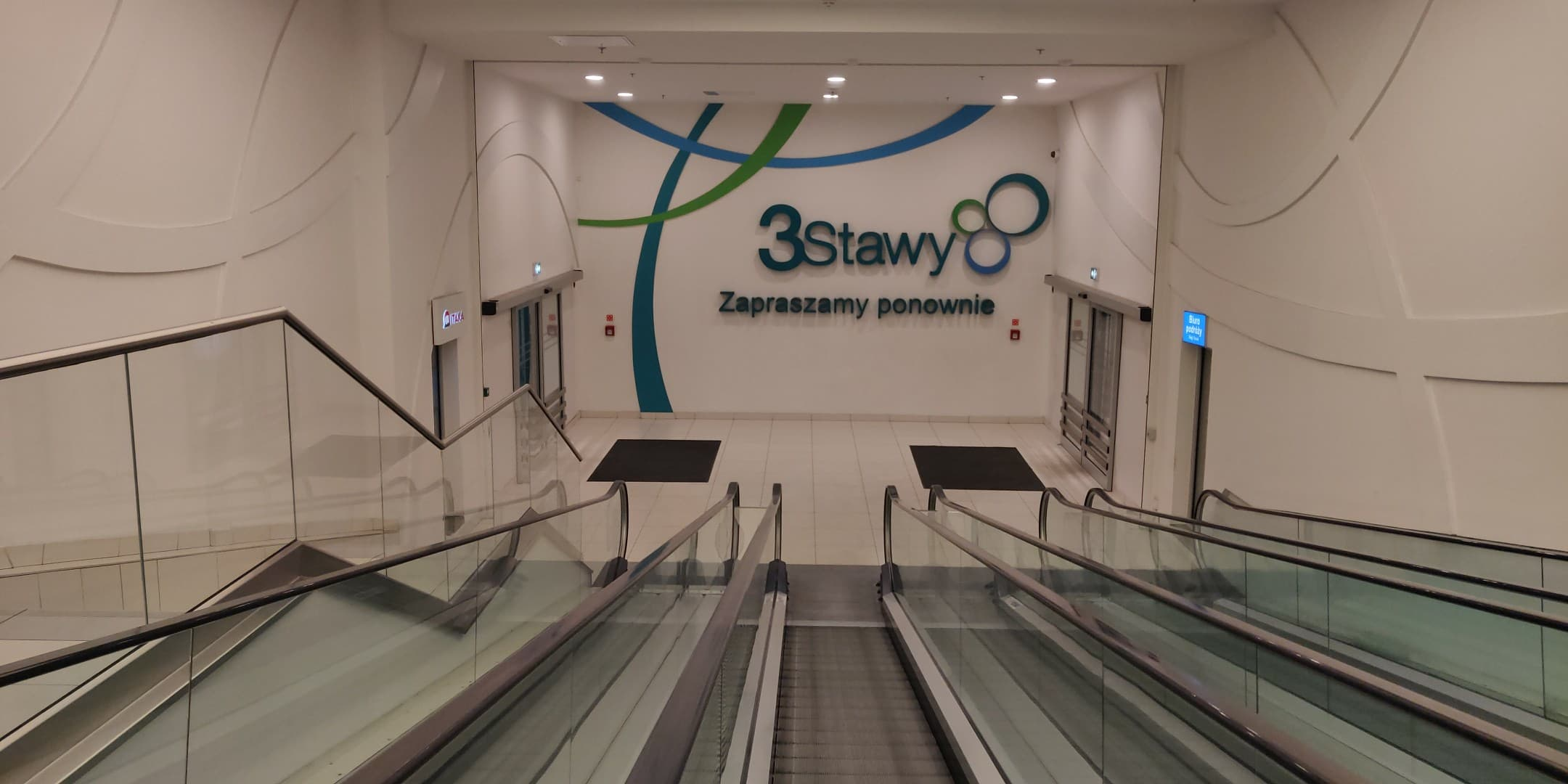
Zjazd na parking wewnątrz centrum handlowego

Centrum Handlowe „3 Stawy” położone jest około 3 km od ścisłego centrum Katowic, przy ul. K. Pułaskiego 60 w dzielnicy os. I. Paderewskiego − Muchowiec. Cały kompleks znajduje się pomiędzy ulicą K. Pułaskiego, aleją Górnośląską (autostrada A4), ulicą Lotnisko i ulicą Graniczną w sąsiedztwie lotniska Katowice-Muchowiec i Doliny Trzech Stawów (od której centrum wzięło swoją nazwę).
Łączna powierzchnia najmu wynosi 31 000 m². Na terenie centrum handlowego znajduje się blisko 2000 miejsc parkingowych, w tym 1200 na parkingu podziemnym i 700 na naziemnym.